# Clarence Lemuel Elisha Moore
Pour les articles homonymes, voir Moore.
Clarence Lemuel Elisha Moore (1876-1931), généralement cité sous la forme C. L. E. Moore, est un mathématicien américain, professeur au Massachusetts Institute of Technology (MIT) qui a travaillé en géométrie. C'est pour honorer sa mémoire que les postes d'instructeurs du MIT s'appellent Moore Instructors.

## Biographie
Moore a étudié à l'université d'État de l'Ohio avec un B. Sc. en 1901 et à l'université Cornell avec un M. Sc. en 1902 et un Ph. D. en 1904 sous la direction de Virgil Snyder (Classification of the surfaces of singularities of the quadratic spherical complex),. Il fait ensuite des séjours à l'étranger, à Göttingen, Turin (chez Corrado Segre) et à Bonn (chez Eduard Study). À partir de 1904, il est d'abord Instructor puis professeur assistant, associé, et professeur à part entière au MIT, où il reste jusqu'à sa mort des suites d'une opération.
Au MIT, Moore était en 1920 l'un des fondateurs du MIT Journal of Mathematics and Physics, appelé Studies in Applied Mathematics depuis 1969.
Moore a travaillé en géométrie algébrique, géométrie projective et géométrie différentielle euclidienne, par exemple les surfaces de rotation et les surfaces minimales d'espaces de dimensions supérieures. Vers la fin de sa vie, il a travaillé sur la géométrie riemannienne en dimensions supérieures. Il a manifesté, comme Gregorio Ricci-Curbastro qu'il admirait, un intérêt dans les développements formels du calcul en géométrie différentielle et a publié, sur ce sujet, des travaux en analyse vectorielle avec  Henry Bayard Phillips (de).
En 1914, Moore est élu membre de l'Académie américaine des arts et des sciences. 

## Articles (sélection)
- « Classification of the surfaces of singularities of the quadratic spherical complex », Amer. J. Math., vol. 27, no 3,‎ 1905, p. 248–279 (DOI 10.2307/2370148, JSTOR 2370148)
- « Translation surfaces in hyperspace », Bull. Amer. Math. Soc., vol. 25, no 2,‎ 1918, p. 75–85 (DOI 10.1090/s0002-9904-1918-03151-0, MR 1560150)
- « Rotation surfaces of constant curvature in space of four dimensions », Bull. Amer. Math. Soc., vol. 26, no 10,‎ 1920, p. 454–460 (DOI 10.1090/s0002-9904-1920-03336-7, MR 1560336)
- « Note on minimal varieties in hyperspace », Bull. Amer. Math. Soc., vol. 27, no 5,‎ 1921, p. 211–216 (DOI 10.1090/s0002-9904-1921-03404-5, MR 1560401)